# IHF Women's Super Globe
IHF Women's Super Globe anordnades för första gången av International Handball Federation 2019. Tävlingen var tänkt att arrangeras för första gången 2016 i Brasilien, men blev då inställd.
Hittills har inget Europeiskt lag tackat ja till att delta.

## Kvalifikation
Tävlingen arrangeras med åtta lag, varav ett lag tilldelas ett wild card från IHF.
De övriga sju platserna tilldelas enligt följande:
- Två lag från värdnationen
- Vinnaren av Africa Handball Super Cup
- Vinnaren av Asian Club League Championship
- Vinnaren av Australian Handball Club Championship
- Vinnaren av South and Central American Club Handball Championship
- Vinnaren av EHF Women's Champions League

## Tidigare vinnare
| 2016 | Brasilien | Inställt                | Inställt | Inställt            | Inställt      | Inställt | Inställt     |
| 2019 | Wuxi      | C.D. Primeiro de Agosto | 27–22    | China National Club | UnC Concórdia | 35–32    | Omron Yamaga |

## Statistik
| Plac. | Klubb                   | Guld | Silver | Brons | Årtal vinnare |
| ----- | ----------------------- | ---- | ------ | ----- | ------------- |
| 1     | C.D. Primeiro de Agosto | 1    | 0      | 0     | 2019          |
| 2     | China National Club     | 0    | 1      | 0     |               |
| 3     | UnC Concórdia           | 0    | 0      | 1     |               |

| Plac. | Nation    | Guld | Silver | Brons | Totalt |
| ----- | --------- | ---- | ------ | ----- | ------ |
| 1     | Angola    | 1    | 0      | 0     | 1      |
| 2     | Kina      | 0    | 1      | 0     | 1      |
| 3     | Brasilien | 0    | 0      | 1     | 1      |
| Total | Total     | 1    | 1      | 1     | 3      |